# الینس
الینس (به اسپانیایی: Alins) یک شهرستان در اسپانیا است که در کاتالونیا واقع شده‌است.

## خصوصیات
الینس ۱۸۳٫۱۹ کیلومترمربع مساحت و ۲۹۷ نفر جمعیت دارد و ۱٬۰۴۸ متر بالاتر از سطح دریا واقع شده‌است.